# Зоряний шлях: Покоління
«Зоряний шлях: Покоління» (англ. Star Trek: Generations) — сьомий повнометражний науково-фантастичний фільм, дія якого відбувається у всесвіті «Зоряного шляху» (Star Trek). «Покоління» — своєрідний міст між двома серіалами: «Оригінальний серіал» і «Наступне покоління», в якому старі герої зустрічаються з новими.
Команда капітана Жана-Люка Пікара дізнається про задум вченого Сорана потрапити в аномалію, де реалізуються мрії. Той готовий пожертвувати цілими планетами, аби потрапити в аномалію. Пікар вирушає завадити цьому, в дорозі зустрічаючи легендарного капітана Джеймса Кірка, зниклого багато років тому.
Бюджет фільму: 35 000 000 доларів.
Касові збори в кінотеатрах США в рік показу: 75 000 000 доларів.
Касові збори по всьому світу: 118 000 000 доларів.
Слоган фільму: Два капітани, одна доля (Two captains, one destiny).

## Сюжет
У 2293 році в свій перший політ вирушає новий зореліт USS «Ентерпрайз NCC-1701-B». На урочистість запрошені й члени екіпажу старого «Ентерпрайза», відправлені у відставку — Джеймс Кірк, Монтгомері Скотт і Павел Чехов. Під час польоту екіпаж приймає сигнал лиха двох ель-аурійських кораблів. Постраждалі повідомляють, що потрапили під удар загадкової «стрічки». Вдається врятувати сорок членів екіпажу, решта гинуть разом з кораблями. Кірк звільняє «Ентерпрайз» із тяжіння «стрічки», але вона проходить крізь зореліт. При цьому Кірк зникає і його відтоді вважають загиблим.
За 78 років по тому, в 2371, капітан Жан-Люк Пікар з командою відпочиває на голографічній палубі, граючи роль екіпажа вітрильника. Несподівано приходить повідомлення про напад ромуланців на обсерваторію «Амаргоса». Прибувши на зруйновану станцію, командер Вільям Райкер рятує доктора Толіана Сорана. Він вимагає допомогти йому завершити експеримент, тим часом з'ясовується, що в обсерваторії досліджували речовину трилітій, здатну гасити зорі. Дейта і Джорджі Лафордж вирушають на пошуки трилітію. При цьому Дейта намагається опанувати емоції, недоречно жартуючи. Скориставшись цим, Соран пробирається в лабораторію і запускає на зорю зонд з трилітієм. В результаті зоря вибухає, зруйнувавши навколишні планети.
Пікар дізнається про загибель свого брата в пожежі та розповідає Діані Трой, що жалкує про те, що не знайшов собі пари. Адже тепер рід Пікарів немає кому продовжити. В цей час зоря вибухає, але Сорана і Лафорджа телепортують на свій корабель клінгони, з якими доктор перебуває у змові. Виявляється, клінгони прагнуть заволодіти речовиною, викраденою в ромуланців, щоб відродити свою імперію. Соран диктує свої правила, погрожуючи ніколи не створити для них трилітієву зброю.
Гайнан розповідає Пікару, що Соран — ель-ауріанин, що вижив при загибелі суден від «стрічки» в 2293. Вона застерігає, що «стрічка» — це аномалія, що веде в Нексус — місце поза часом, де реалізуються мрії. Той, хто бодай раз побував у ній, прагне повернутися за будь-яку ціну. Пікар розуміє, що Соран замислив вибухами зірок спрямувати «стрічку» на планету Веридіан III. На сусідній планеті проживає примітивна цивілізація, тож «Ентерпрайз» летить врятувати її.
Соран допитує Лафорджа, думаючи, що той знає щось про трилітій. «Ентерпрайз» вислідковує доктора біля Веридіана III. Пікар пропонує взяти його в заручники в обмін на Лафорджа, але спершу доставити до Сорана. Клінгони погоджуються, на поверхні планети капітан зустрічає доктора, але той перебуває за силовим полем. Клінгони тим часом шпигують за «Ентерпрайзом» крізь очний протез Лафорджа. Соран каже, що Борґ вбив його родину, але в «Нексусі» часу і смерті не існує. Клінгони ж, дізнавшись частоту щитів «Ентерпрайза», атакують зореліт. Ворф вказує на слабке місце клінгонського судна, що дозволяє його знищити. Але варп-ядро «Ентерпрайза» виявляється пошкодженим, тому екіпаж евакуюється. Вибух змушує здійснити посадку на Веридіан III.
Пікар знаходить прохід до платформи, звідки Соран готується запустити наступний зонд. Вони сходяться в поєдинку, але Соран встигає послати зонд. Зоря вибухає, перед цим «стрічка» проходить крізь планету, переносячи всіх вцілілих у Нексус.
Капітан опиняється в ілюзії, де в нього є дружина і діти. Подорожуючи уявним світом, Пікар зустірчає Кірка, котрий живе у мріях, втративши лік часу. Хоча минуло 78 років, для нього це відчувалося як мить. Прихід Пікара спонукає його замислитись про неральність всього навколо. Він погоджується покинути Нексус і завадити Сорану.
Кірк з Пікаром опиняются біля платформи за кілька хвилин до запуску зонда. Кірку вдається підірвати зонд, але міст під ним і Сораном обвалюється. Він помирає і Пікар ховає його тіло на Веридіані III. Незабаром прибуває рятувальна команда і забирає вцілілих. Дейта вчиться керувати емоціями, а Пікар каже Райкеру про необхідність цінувати кожну хвилину життя.

## Відгуки
Хоча фільм отримав змішані відгуки від критиків (рейтинг 49 % на Rotten Tomatoes), він мав великі збори.

## Нагороди та номінації
Фільм був номінований на нагороду «Х'юго» 1995 в номінації «Найкраща драматична дія».

## У ролях
- Патрік Стюарт — капітан Жан-Люк Пікар
- Джонатан Фрейкс — перший помічник, командер Вільям Томас Райкер
- Брент Спайнер — другий помічник, лейтенант-командер Дейта
- Марина Сіртіс — радник, командер Діана Трой
- Майкл Дорн — глава тактичної служби, лейтенант-командер Ворф
- Гейтс Мак-Федан — голова медичної служби, командер Беверлі Черіл Говард Крашер
- Левар Бертон — головний інженер, лейтенант-командер Джорджі Лафорж
- Малкольм Макдавелл — доктор Толіан Соран
- Вупі Ґолдберґ — Гайнан
- Вільям Шатнер — контр-адмірал Джеймс Тиберій Кірк
- Джеймс Дуган — Монтгомері «Скотті» Скотт
- Волтер Кеніг — лейтенант Павел Чехов